# Paul Peter Robinson
Paul Peter Robinson (nacido 14 de diciembre de 1978 en Watford, Inglaterra) es un futbolista inglés que juega como defensor. Generalmente se lo confunde con Paul William Robinson, arquero del Blackburn Rovers, y en algunos sitios se indica que juega en el Bolton Wanderers debido al parecido del nombre.

## Selección nacional
Ha sido internacional con la Selección de fútbol de Inglaterra Sub-21.

## Clubes
| Club                 | País       | Año       |
| -------------------- | ---------- | --------- |
| Watford FC           | Inglaterra | 1996-2003 |
| West Bromwich Albion | Inglaterra | 2003-2009 |
| Bolton Wanderers     | Inglaterra | 2009-2012 |
| Leeds United         | Inglaterra | 2012      |
| Birmingham City      | Inglaterra | 2012-2018 |